# Mads Bidstrup
Mads Bidstrup (Køge, Dinamarca, 25 de febrero de 2001) es un futbolista danés que juega en la demarcación de centrocampista para el Red Bull Salzburgo de la Bundesliga.

## Trayectoria
Empezó a formarse como futbolista en la cantera del Herfølge Boldklub, Brøndby IF, F. C. Copenhague y RB Leipzig. Después de varias temporadas en las categorías inferiores, finalmente se marchó a la disciplina del Brentford F. C. Debutó con el primer equipo el 10 de abril de 2021 en un encuentro de la EFL Championship contra el Preston North End F. C., partido que finalizó con un marcador de 0-5. En total jugó cinco partidos más esa temporada y ocho la siguiente antes de ser cedido en enero de 2022 al F. C. Nordsjælland hasta el mes de junio. Siguió en este equipo la campaña siguiente en una nueva cesión después de haber renovado su contrato hasta 2024.
El 17 de julio de 2023 abandonó definitivamente el club inglés después de ser traspasado al Red Bull Salzburgo.

## Estadísticas

### Clubes
Actualizado al último partido disputado el 2 de noviembre de 2024.
| Club                         | Div.          | Temporada     | Liga  | Liga  | Liga   | Copas nacionales | Copas nacionales | Copas nacionales | Copas internacionales | Copas internacionales | Copas internacionales | Total | Total | Total  |
| Club                         | Div.          | Temporada     | Part. | Goles | Asist. | Part.            | Goles            | Asist.           | Part.                 | Goles                 | Asist.                | Part. | Goles | Asist. |
| ---------------------------- | ------------- | ------------- | ----- | ----- | ------ | ---------------- | ---------------- | ---------------- | --------------------- | --------------------- | --------------------- | ----- | ----- | ------ |
| Brentford F. C. Inglaterra   | 2.ª           | 2020-21       | 4     | 0     | 0      | 0                | 0                | 0                | —                     | —                     | —                     | 4     | 0     | 0      |
| Brentford F. C. Inglaterra   | 1.ª           | 2021-22       | 4     | 0     | 0      | 4                | 0                | 2                | —                     | —                     | —                     | 8     | 0     | 2      |
| Brentford F. C. Inglaterra   | Total club    | Total club    | 8     | 0     | 0      | 4                | 0                | 2                | 0                     | 0                     | 0                     | 12    | 0     | 2      |
| F. C. Nordsjælland Dinamarca | 1.ª           | 2021-22       | 13    | 0     | 0      | —                | —                | —                | —                     | —                     | —                     | 13    | 0     | 0      |
| F. C. Nordsjælland Dinamarca | 1.ª           | 2022-23       | 30    | 0     | 1      | 4                | 0                | 0                | —                     | —                     | —                     | 34    | 0     | 1      |
| F. C. Nordsjælland Dinamarca | Total club    | Total club    | 43    | 0     | 1      | 4                | 0                | 0                | 0                     | 0                     | 0                     | 47    | 0     | 1      |
| Red Bull Salzburgo · Austria | 1.ª           | 2023-24       | 25    | 2     | 1      | 5                | 0                | 0                | 6                     | 0                     | 0                     | 36    | 2     | 1      |
| Red Bull Salzburgo · Austria | 1.ª           | 2024-25       | 9     | 1     | 0      | 2                | 0                | 0                | 6                     | 0                     | 1                     | 17    | 1     | 1      |
| Red Bull Salzburgo · Austria | Total club    | Total club    | 34    | 3     | 1      | 7                | 0                | 0                | 12                    | 0                     | 1                     | 53    | 3     | 2      |
| Total carrera                | Total carrera | Total carrera | 85    | 3     | 2      | 15               | 0                | 2                | 12                    | 0                     | 1                     | 112   | 3     | 5      |